# 栃原梨乃
栃原 梨乃（とちはら りの、1978年1月12日 - ）は、神奈川県出身の女優。身長160cm。体重42kg。血液型はA型。舞夢プロ所属。
2004年、ミス・ユニバース・ジャパン最終候補10人のメンバーに選ばれる。

## 出演

### 映画
- 抱きしめたい -真実の物語-（2014年）

### テレビドラマ
NHK
- 篤姫（2008年）※ノンクレジット
- 風に舞いあがるビニールシート（2009年） - 小倉智絵 役
- 龍馬伝（2010年） - 寺田屋女中 役
- チャンス（2010年） - 社員 役
- セカンドバージン（2010年） - 栃原 役
- 江〜姫たちの戦国〜（2011年） - 茶々の侍女 役

日本テレビ
- 悪夢ちゃん（2012年） - 佐藤玲子 役
- 30分だけの愛（2014年） - 稲葉満の妻 役

TBS
- 離婚妻探偵（2006年） - 看護士 役
- S -最後の警官-（2014年）
- SAKURA〜事件を聞く女〜（2014年） - 木下真琴 役

フジテレビ
- 役者魂!（2006年） - 劇団員 役
- 月の恋人〜Moon Lovers〜（2010年） - 個展の女性客 役

テレビ朝日
- 相棒 Season 12（2013年） - 小林正子 役

### バラエティ
- 東京ディズニーリゾート ABC!
- プラチナ・シート（2009年）

### 舞台
- たくらみと恋（2012年） - ルイーゼ 役
- 東京ダイブ（2012年）

### CM
- セガトイズ「アンパンマン もこもこパンケーキ屋さんのパーティーDXセット」（2010年）
- セブン-イレブン「ポケモンお面プレゼントキャンペーン」」（2011年）
- ダスキン「大掃除キャンペーン」（2011年）
- ECCジュニア「ホームティーチャー募集」（2012年）
- ダヴ「ビューティモイスチャー洗顔フォーム」（2012年）
- 東京スター銀行「保険見直し相談」（2012年）
- NEC「ビジネスPC 節電PC・節電サーバ」（2012年）
- 農林水産省「米粉倶楽部」（2012年）
- メットライフアリコ生命保険「GuardX」（2013年）
- ワタミタクショク「ワタミの宅食」（2013年）
- 栄光ゼミナール（2014年）
- 任天堂（2014年）

### VP
- パナソニック「ななめドラム洗濯機」（2008年） - メインナビゲーター
- 東武鉄道「ソライエ草加松原」（2012年）

### スチール
- アサヒビール（2008年）
- パルコム（2009年 - 2014年）※WEBもあり
- るるぶ「こどもとあそぼ! '09東京ディズニーランド篇」（2009年）※表紙モデル
- スタジオアリス（2010年）
- 桧家住宅（2010年）
- AQUARYLIS（2012年）※WEB